# 増田陸 (ボクサー)
増田 陸（ますだ りく、1997年9月23日 - ）は、日本のプロボクサー。広島県広島市出身。帝拳ボクシングジム所属。

## 来歴
広陵高校卒業後、立教大学に入学し、2020年3月、同大学を卒業。なお立教大学時代、ボクシング部主将を務めたことがある。2021年2月5日のプロテストでB級合格。
2022年7月2日、プロデビュー戦は1回KO勝ち。翌2023年5月20日、後楽園ホールでの「井上尚弥 4団体統一記念バンタム級モンスタートーナメント」1回戦で日本バンタム級2位の富施郁哉と対戦し、7回3分00秒TKO勝ちで準決勝進出。さらに同年8月30日、後楽園ホールでの「フェニックスバトル103」にてモンスタートーナメント準決勝として日本バンタム級王者堤聖也との日本バンタム級タイトルマッチを行い、増田のアッパーで堤の眉間をカットさせるも10回0-3(94-96×2、93-97)判定負けにより日本王者獲得に失敗するとともにプロ初黒星を喫した。
翌2024年2月24日、両国国技館での「Prime Video Presents Live Boxing 7」にてWBOバンタム級6位ジョナス・スルタンと対戦し、1回2分21秒KO勝ちを収めた。同年7月18日、後楽園ホールでの「Lemino BOXING フェニックスバトル119」のメインで日本バンタム級王者富施郁哉と日本バンタム級タイトルマッチで再戦し、右フック一発ダウンでの4回2分21秒KO勝ちで日本王座獲得。
2024年11月2日、後楽園ホールでの「WHO'S NEXT DYNAMIC GLOVE on U-NEXT」のメインで日本バンタム級タイトルマッチとして日本同級8位の宇津見義広と対戦し、7回26秒TKO勝ちを収め初防衛に成功した。
2025年3月1日、後楽園ホールにて第45回チャンピオンカーニバルの日本バンタム級タイトルマッチ10回戦で、ランキング1位の松本海聖と対戦し、6回2分16秒TKO勝ちを収めた。
2025年6月8日、有明コロシアムにてWBAバンタム級11位のミシェル・バンケスとノンタイトル10回戦で対戦し、初回1分27秒KO勝ちを収めた。

## 人物
中学からボクシングを始めた。
憧れのボクサーは海老原博幸。

## 戦績
- アマチュアボクシング：66戦 52勝 14敗
- プロボクシング：9戦 8勝 (8KO) 1敗

| 戦           | 日付          | 勝敗 | 時間    | 内容    | 対戦相手                 | 国籍       | 備考                                                                        |
| ------------ | ------------- | ---- | ------- | ------- | ------------------------ | ---------- | --------------------------------------------------------------------------- |
| 1            | 2022年7月2日  | ☆    | 1R      | KO      | ウォーラポン・ヨーティカ | タイ       | プロデビュー戦                                                              |
| 2            | 2022年2月2日  | ☆    | 1R      | KO      | アン・チョンホ           | 韓国       |                                                                             |
| 3            | 2023年5月20日 | ☆    | 7R 3:00 | TKO     | 富施郁哉（ワタナベ)      | 日本       | 2023年度バンタム級モンスタートーナメント準々決勝                            |
| 4            | 2023年8月30日 | ★    | 10R     | 判定0-3 | 堤聖也（角海老宝石)      | 日本       | 2023年度バンタム級モンスタートーナメント準決勝 日本バンタム級タイトルマッチ |
| 5            | 2024年2月24日 | ☆    | 1R 2:21 | KO      | ジョナス・スルタン       | フィリピン |                                                                             |
| 6            | 2024年7月18日 | ☆    | 4R 2:21 | KO      | 富施郁哉（ワタナベ）     | 日本       | 日本バンタム級タイトルマッチ                                                |
| 7            | 2024年11月2日 | ☆    | 7R 0:26 | TKO     | 宇津見義広（ワタナベ)    | 日本       | 日本防衛1                                                                   |
| 8            | 2025年3月1日  | ☆    | 6R 2:18 | TKO     | 松本海聖（VADY)          | 日本       | 日本防衛2                                                                   |
| 9            | 2025年6月8日  | ☆    | 1R 1:27 | KO      | ミシェル・バンケス       | ベネズエラ |                                                                             |
| テンプレート |               |      |         |         |                          |            |                                                                             |

## 獲得タイトル
- 日本バンタム級王座（防衛2）